# 利奥波德二世 (安哈尔特-德绍)

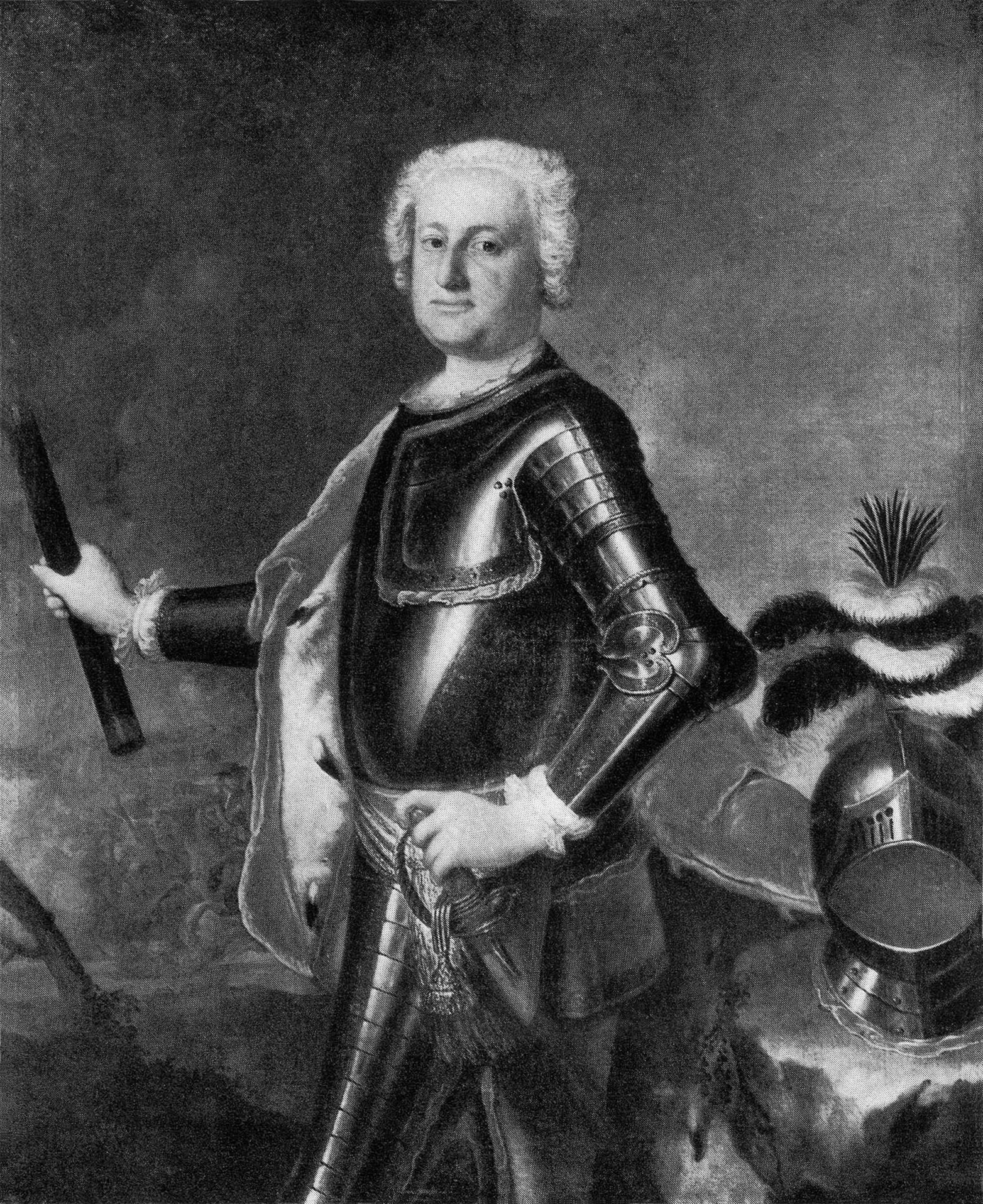
利奥波德二世 (安哈尔特-德绍)

利奥波德二世·马克西米利安（Leopold II. Maximilian，1700年12月25日—1751年12月16日），普鲁士元帥，安哈尔特-德绍亲王。 利奥波德二世是安哈尔特-德绍亲王利奥波德一世的儿子，是普鲁士国王腓特烈二世手下最有军事才能的将领之一。他在奧地利王位繼承戰爭中的莫尔维茨会战、查图西茨会战（他在此役中被任命为普鲁士陆军元帅）、霍亨弗里德堡战役和索尔战役等战役中展现了自己的指挥才华。在霍亨弗里德堡战役中，利奧波德二世率領21個步兵營排著整齊的橫隊，冒著奧地利炮火勇敢無畏地前進，忍受著傷亡，一槍不發，一直走到火槍瞄準的有效射程以內，隨著一聲令下，排槍齊射，他們的火力是如此地具有毀滅性，據說第一排齊射就打倒了一半敵軍。他後來於1751年病逝。

## 家庭
1737年5月25日，利奥波德在贝恩堡与本家的安哈尔特-科滕公主吉塞拉·阿格尼丝结婚，有三子四女:
- 利奥波德·弗里德里希·弗朗茨（Leopold Frederick Franz，1740年8月10日-1817年8月9日）；
- 路易丝·阿格尼丝·玛格丽特（Louise Agnes Margarete，1742年8月15日-1743年7月11日）；
- 亨利埃塔·凯瑟琳娜·阿格尼丝（Henrietta Katharina Agnes，1744年6月5日-1799年12月15日）；
- 玛丽·利奥波丁（Marie Leopoldine，1746年11月18日-1769年4月15日）；
- 约翰·格奥尔格（John George，1748年1月28日-1811年4月1日）；
- 卡西米瑞（Casimire，1749年1月19日-1778年11月8日）；
- 阿尔伯特·弗里德里希（Albert Frederick，1750年4月22日-1811年10月31日）。

## 外部連結
- Eintrag in der ADB[永久]